# Vigoroso da Siena

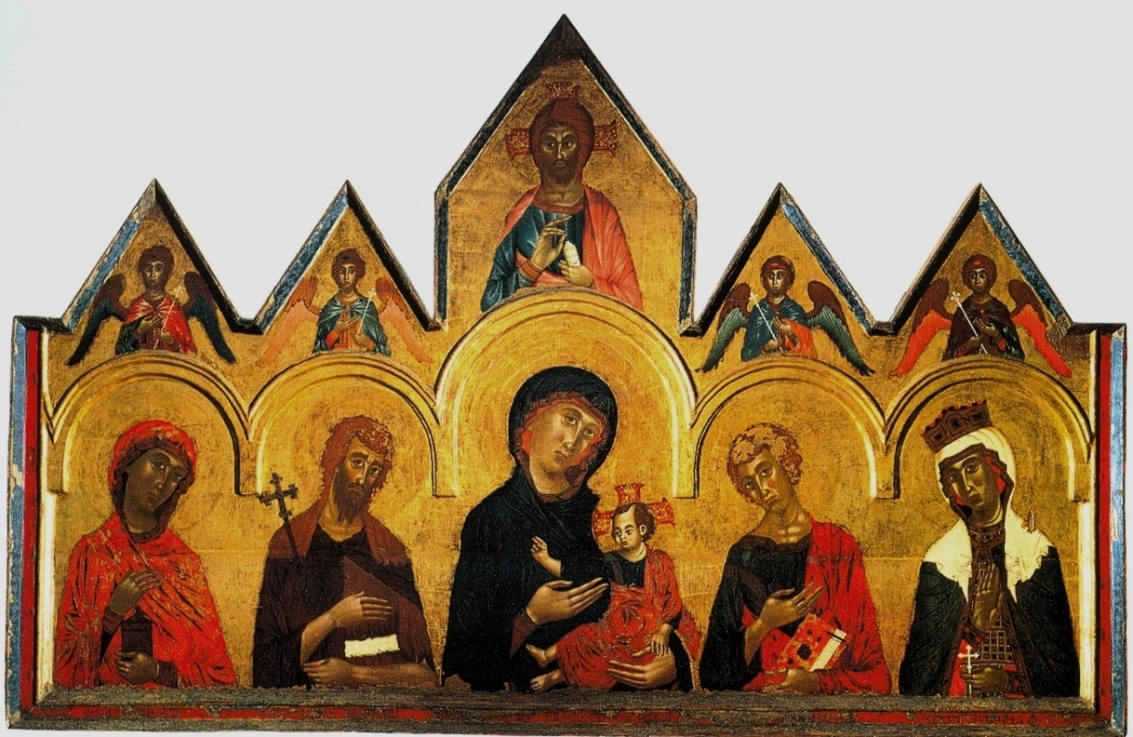
Il dossale di Perugia

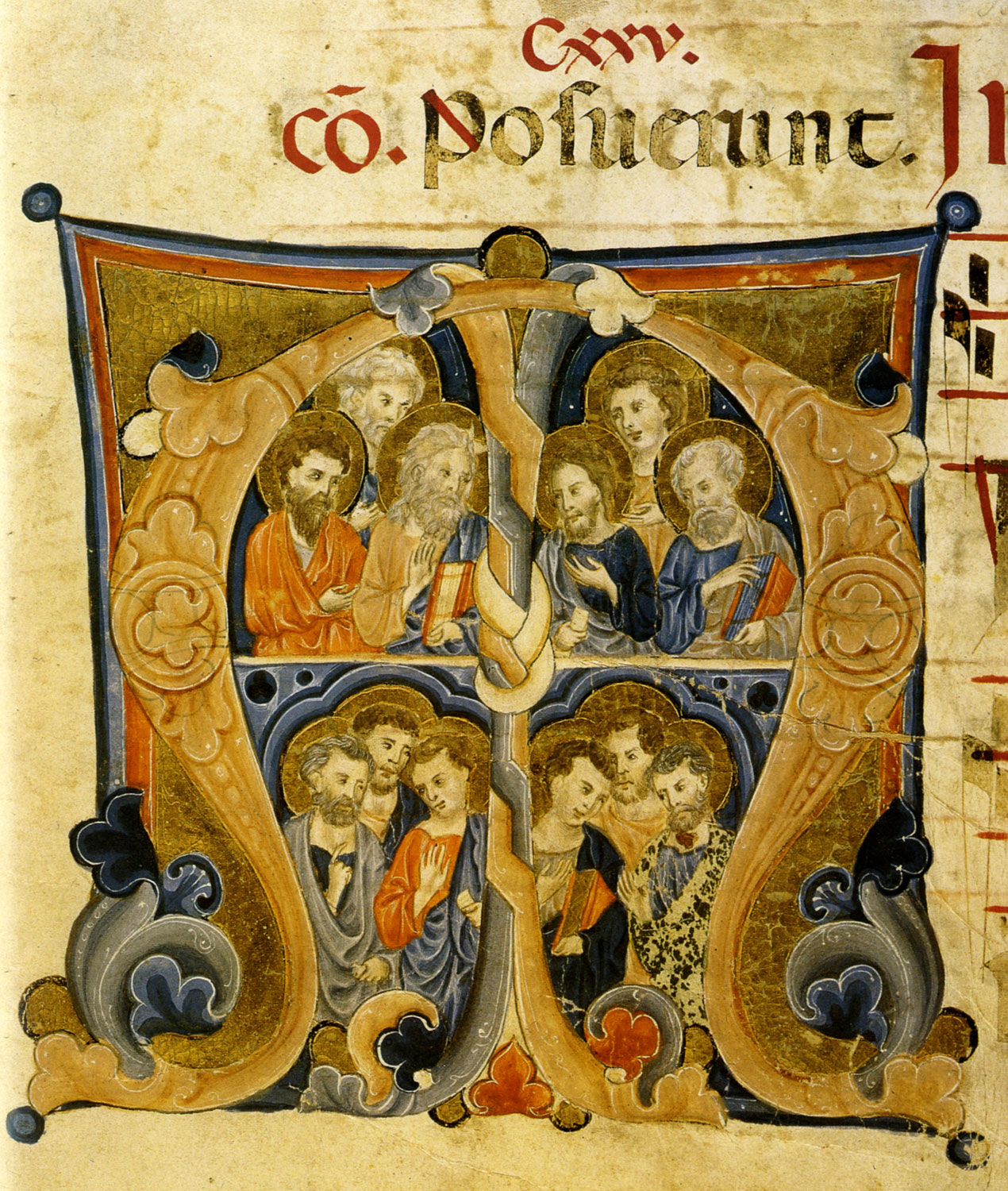
Dodici Apostoli, Venezia, Fondazione Cini

Vigoroso da Siena (1240 circa – Siena, 1295 circa) è stato un pittore e miniatore italiano, attivo nell'ultimo quarto del XIII secolo.

## Biografia
Vigoroso fu con Guido da Siena e Dietisalvi di Speme uno dei precursori della scuola pittorica senese dalla quale ebbe origine il genio di Duccio di Boninsegna. La sua attività è documentata continuativamente a Siena tra il 1276, quando ottenne la cittadinanza senese (evidentemente non era senese di origine), e il 1293 quando viene pagato per l'esecuzione di una biccherna. 
Tuttavia la sua opera più importante è il Dossale con la Madonna col Bambino e Santi conservato alla Galleria Nazionale dell'Umbria, firmato e datato 1291, in origine nella chiesa di Santa Giuliana a Perugia. Nel dipinto sono evidenti le influenze cimabuesche che lo distinguono dai pittori senesi a lui contemporanei. 
Poiché dai documenti è registrato anche come miniatore, Bellosi gli ha attribuito una pagina miniata con Dodici Apostoli, conservata alla Fondazione Cini in Venezia.